# 民族爱国阵线“记忆”
民族爱国阵线“记忆”（俄语：Национально-патриотический фронт «Память»），又称帕米亚特协会，是俄罗斯的一个已不存在的极右翼反犹太主义、反锡安主义、君主主义组织。该组织成立于1980年。1990年代末期，逐渐式微。2003年，其领袖德米特里·瓦西里耶夫死后，分裂出数个其他组织，其中包括俄罗斯民族团结。2021年6月10日，该组织解散。